# ويكيبيديا النيوارية
ويكيبيديا النوارايية هي النسخة النوارايية من موسوعة ويكيبيديا.
1. ↑  وصلة مرجع: https://meta.wikimedia.org/wiki/Requests_for_new_languages/Wikipedia_Nepal_Bhasa.